# CleanMyMac
CleanMyMac – утиліта для обслуговування та оптимізації macOS, розроблена українською компанією MacPaw, вперше випущена у 2008 році. Програмне забезпечення призначене для оптимізації продуктивності системи шляхом видалення непотрібних файлів та управління дисковим простором.
Станом на 2023 рік, CleanMyMac було завантажено понад 20 мільйонів разів і відзначено численними нагородами, зокрема Red Dot Design Award, iF Design Award та UX Design Award.

## Історія
Перша версія CleanMyMac була створена у 2008 році. Початковий код програми написав Олександр Косован, генеральний директор MacPaw.
Основні релізи програми вийшли у 2015, 2018 та 2024 роках. У 2018 році, CleanMyMac мала понад 5 мільйонів користувачів.
У 2020 році програма отримала нагороду iF Design Award, в 2021 році – Red Dot Design Award. Того ж року CleanMyMac отримала підтримку процесорів Apple Silicon. У 2022 році програма була номінована на премію Веббі.
У 2023 році розробник CleanMyMac, компанія MacPaw, розширила свою діяльність, відкривши офіс у Бостоні на додаток до існуючого офісу в Києві.

## Функції
CleanMyMac містить набір функцій, спрямованих на підтримку та оптимізацію систем macOS. Програма поєднує в собі антивірусний захист з інструментами для очищення дискового простору, захисту конфіденційності користувача, оптимізації продуктивності, оновлення програм, видалення програмного забезпечення, а також запобігання шкідливому та рекламному програмному забезпеченню. Функція видалення шкідливого програмного забезпечення працює на власній технології Moonlock Engine від MacPaw.
Основні функції включають видалення невикористовуваних системних файлів, журналів і тимчасових файлів. Також доступні інструменти оптимізації, такі як сценарії обслуговування, ремонт дисків та скидання системних індексів і баз даних.
Програмне забезпечення включає в себе кілька модулів, таких як Smart Care, Cleanup, Protection, Performance, Applications, My Clutter та Assistant. Функція Smart Care дозволяє видаляти системне сміття, виявляти шкідливі програми та очищати оперативну пам'ять в одному процесі.